# Malunda
Malunda (gr. Μαλούντα) – wieś w Republice Cypryjskiej, w dystrykcie Nikozja. W 2011 roku liczyła 490 mieszkańców.